# Rust Creek
Rust Creek is een Amerikaanse misdaad-thriller uit 2018, geregisseerd door Jen McGowan.

## Verhaal
Studente Sawyer Scott krijgt via voicemail een afspraak voor een jobinterview in Washington, DC. De volgende dag vertrekt ze met haar auto, maar kort voor een file op de snelweg kiest ze een alternatieve route die gedeeltelijk is afgesloten. Wanneer ze dieper in de bossen van de Appalachen doordringt en de gps van haar mobiele telefoon het niet meer doet, keert ze uiteindelijk terug. Maar ze wordt ontdekt door de broers Hollister en Buck, die momenteel een lijk aan het begraven zijn. De broers weten niet zeker of Sawyer hen heeft gezien, dus ze volgen haar en vinden haar bij haar auto terwijl ze een kaart bestudeert. Ze bieden aanvankelijk hun hulp aan, maar worden al snel handtastelijk als Sawyer hun uitnodiging voor een etentje afwijst. Er wordt een mes getrokken en Sawyer raakt gewond, maar ze weet te ontsnappen in het bos. De broers volgen haar een tijdje, maar keren terug als het donker wordt. Sawyer brengt de nacht door in een ravijn, gedesoriënteerd en gewond aan de dij.
Na het ontvangen van meldingen over een verlaten voertuig, ondervraagt de sheriff de broers, maar ze ontkennen iets te maken te hebben met de verdwijning van Sawyer. De broers keren later terug naar het voertuig van Sawyer en ze dumpen het in het bos. Sawyer vindt het wrak van haar auto en ontdekt haar mobiele telefoon, maar de batterij is te zwak en ze krijgt geen ontvangst. Sawyer lijdt aan honger, uitdroging en bloedverlies, valt flauw in de buurt van een stortplaats en wordt ontdekt door Lowell, een meth-kok. Lowell verzorgt Sawyers verwonding en biedt haar eten en water aan, maar bindt haar vast met een touw nadat ze loog op zijn gezicht heeft gegooid terwijl ze probeerde te ontsnappen. De broers arriveren bij Lowells om een meth-deal te bespreken, maar zijn achterdochtig wanneer Lowell hen de toegang tot zijn trailer ontzegt. Nadat de broers zijn vertrokken, legt Lowell haar uit dat hij haar niet gegijzeld houdt, maar wacht tot de broers de meth verkopen die hij maakt, zodat hij hun pick-up kan lenen en haar in veiligheid kan brengen. Sawyer ontspant en raakt bevriend met Lowell en later helpt ze hem de meth te maken.
Sheriff O'Doyle beveelt deputy Katz om het rapport over Sawyers verdwijning te negeren wanneer Commander Slattery van de Kentucky State Police arriveert bij het kantoor van de sheriff. Slattery spreekt zijn ongenoegen uit over de behandeling van de zaak door Sheriff O'Doyle. O'Doyle keert terug naar Hollister en Buck en vraagt hen om Sawyer te zoeken. Nadat Katz een telefoongesprek tussen O'Doyle en de broers op kantoor afluistert, waarin duidelijk wordt dat de sheriff corrupt is, probeert hij O'Doyle in hechtenis te nemen, maar O'Doyle schiet hem neer. Terwijl Slattery de staatspolitie mobiliseert en het onderzoek van O'Doyle overneemt, gaat de sheriff op pad om de broers te helpen met de meth-levering. De broers arriveren bij Lowell om de meth op te halen en treffen er Sawyer aan. Lowell beweert dat hij Sawyer onder controle heeft en instrueert haar om een kopje koffie in een thermoskan in de magnetron voor hem te zetten, maar deze bevat watervrije ammoniak. De magnetron ontploft, waarbij Buck wordt gedood en Lowell en Hollister ernstig gewond raken. Sawyer ontsnapt terwijl de trailer afbrandt. Lowell vecht met Hollister voor de trailer wanneer O'Doyle arriveert en hen neerschiet. Hij grijpt dan Sawyer, leidt haar naar de Rust Creek River en probeert haar erin te verdrinken, maar ze kan hem dodelijk verwonden met een mes dat ze eerder uit Lowells trailer heeft gestolen. Sawyer strompelt vervolgens de straat op terwijl er verschillende politieauto's achter haar verschijnen.

## Rolverdeling
| Acteur              | Personage                  |
| ------------------- | -------------------------- |
| Hermione Corfield   | Sawyer Scott               |
| Jay Paulson         | Lowell Pritchert           |
| Sean O'Bryan        | Sheriff O'Doyle            |
| Micah Hauptman      | Hollister                  |
| Daniel R. Hill      | Buck                       |
| Jeremy Glazer       | Deputy Nick Katz           |
| John Marshall Jones | Commander Douglas Slattery |

## Release
De film ging in première op 3 mei 2018 op het Bentonville Film Festival in Bentonville (Arkansas). Op 30 november 2020 had Rust Creek in de Verenigde Staten zijn Netflix-debuut. De film stond meer dan een week in de top tien films van Netflix.

## Ontvangst
Op Rotten Tomatoes heeft Rust Creek een waarde van 84% en een gemiddelde score van 6,7/10, gebaseerd op 44 recensies. Op Metacritic heeft de film een gemiddelde score van 59/100, gebaseerd op 12 recensies.

## Prijzen en nominaties
| Jaar | Prijs                                    | Categorie                  | Genomineerde(n)    | Uitslag  |
| ---- | ---------------------------------------- | -------------------------- | ------------------ | -------- |
| 2018 | Breckenridge Festival of Film            | Beste drama                | Beste drama        | Gewonnen |
| 2018 | Breckenridge Festival of Film            | Beste Regisseur            | Jen McGowan        | Gewonnen |
| 2018 | Breckenridge Festival of Film            | Beste actrice              | Hermelien Corfield | Gewonnen |
| 2018 | Jefferson State Flixx Fest               | Beste actrice              | Hermelien Corfield | Gewonnen |
| 2018 | Rhode Island International Film Festival | Regisseur-ontdekking prijs | Jen McGowan        | Gewonnen |
| 2018 | San Diego International Film Festival    | Beste thriller             | Beste thriller     | Gewonnen |